# Orania trispatha
Espèce
Synonymes
- Halmoorea trispatha J.Dransf. & N.W.Uhl[1]

Statut de conservation UICN

 VU B2ab(ii,iii,v); D1 : Vulnérable
Orania trispatha est une espèce de plantes de la famille des Arecaceae (palmiers).

## Publication originale
- Palms of Madagascar 118. 1995.